# Theresa Stoll
Theresa Stoll (ur. 21 listopada 1995) – niemiecka judoczka, srebrna medalistka Mistrzostw Europy 2017 i brązowa Mistrzostw Europy 2016, dwukrotna mistrzyni Niemiec (2016, 2017).